# Saint-Georges-Blancaneix
Saint-Georges-Blancaneix là một xã, nằm ở tỉnh Dordogne vùng Aquitaine của Pháp. Xã này có diện tích 13,62 km², dân số năm 1999 là 165 người. Xã nằm ở khu vực có độ cao trung bình 65 m trên mực nước biển.

## Thông tin nhân khẩu
| Năm | 1962 | 1968 | 1975 | 1982 | 1990 | 1999 |
| --- | ---- | ---- | ---- | ---- | ---- | ---- |
| Dân số | 145  | 123  | 124  | 143  | 180  | 165  |
| From the year 1962 on: No double counting—residents of multiple communes (e.g. students and military personnel) are counted only once. |      |      |      |      |      |      |